# Chris Jagger
Chris Jagger (ur. 19 grudnia 1947 w Dartfort) – młodszy brat Micka Jaggera z The Rolling Stones. Swoją profesjonalną muzyczną karierę rozpoczynał we wczesnych latach 70. nagrywając dwa albumy :” You know the name, but not the face” (1973) i „The Adventures of Valentine Vox the Ventriloquist” (1974) dla Davida Geffena z Asylum Records z Los Angeles. Użyczył też swojego głosu na płycie Erica Claptona „ No reason to cry” (1976).
Poza działalnością muzyczną Chris zajmował się również aktorstwem i dziennikarstwem. Podczas swojego debiutu scenicznego na deskach The Citizen’s Theatre w Glasgow partnerował Pierce Brosnanowi. Wystąpił też w kilku filmach i produkcjach telewizyjnych.
Pisuje do wielu gazet i magazynów: The Daily Telegraph, The Guardian, The Mail on Sunday, Rolling Stone.
W ostatnim czasie Chris przygotował i zaprezentował na falach radia BBC trzyczęściową audycję o ojcu brytyjskiego bluesa Alexisie Kornerze. Ukończył też film o legendarnych artystach bluesowych z Austin w Teksasie zrealizowany dla Sky Arts.
Jako autor piosenek współpracował z francuskim producentem Franck Langolfem (Vanessa Paradis) oraz pomagał bratu przy tworzeniu materiału na płyty The Rolling Stones „Dirty work” i „Steel wheels”.
Na początku lat 90. Chris powrócił do czynnego muzykowania albumem „ Atcha” (1994) na którym oprócz towarzyszącego mu zespołu udzielali się: David Gilmour (Pink Floyd), Dave Stewart (Eurythmics) i Leo Sayer.
Od tej pory regularnie koncertuje głównie ze swoim zespołem Atcha lub folkowo-akustycznym Acoustic Trio (Europa, Kanada, Japonia, Australia) oraz nagrywa płyty. Ostatnim, dziewiątym z kolei studyjnym albumem Chrisa jest płyta „Concertina Jack” wydana pod koniec 2013 roku  z gościnnym udziałem brata Micka, członków sekcji dętej The Rolling Stones:  Boby Keysa i Tima Riesa oraz byłego współpracownika Chrisa, znakomitego irlandzkiego gitarzysty Eda Deana. Muzyczna twórczość Chrisa Jaggera to mieszanka folku, bluesa, cajun i muzyki country, pełna żywiołowości, pozytywnej energii i radości z  grania.
Swój muzyczny i organizacyjny talent Chris zaangażował też podczas koncertów charytatywnych: „ Bop for Bośnia” (wspólnie z Davidem Gilmourem i Dave Stewartem) oraz dwóch imprez dedykowanych Tybetowi.
Wystąpił kilkakrotnie w Polsce:  ze swoim  zespołem Atcha w 1998 r. na zamku w Kraskowie k. Świdnicy (dzień po koncercie The Rolling Stones w Chorzowie), w 2004 w Majątku Artystycznym w Letnicy k. Zielonej Góry, w 2014 solo i  z zespołem Leszka Cichońskiego podczas wrocławskiego Thanks Jimi Festival oraz z zespołem folkowym Buraky na trzech koncertach (Lubin, Polanica i Letnica k. Zielonej Góry).  Na przełomie kwietnia i maja 2018 koncertował również  ze swoim Acoustic Trio (Poznań, Zduńska Wola, Kraków, Krosno, Domecko k. Opola, Lubań, Września, Głubczyce, Błaszki).
Dyskografia:
- 1973: You Know the Name But Not the Face
- 1974: The Adventures of Valentine Vox the Ventriloquist
- 1994: Atcha
- 1995: Rock the Zydeco (U.S. edition of Atcha)
- 1996: From Lhasa to Lewisham
- 2001: Channel Fever
- 2006: Act of Faith
- 2009: The Ridge
- 2013: Concertina Jack
- 2014: Chris Jagger's Acoustic Roots
- 2017:  All The Best